# Đảo Unimak

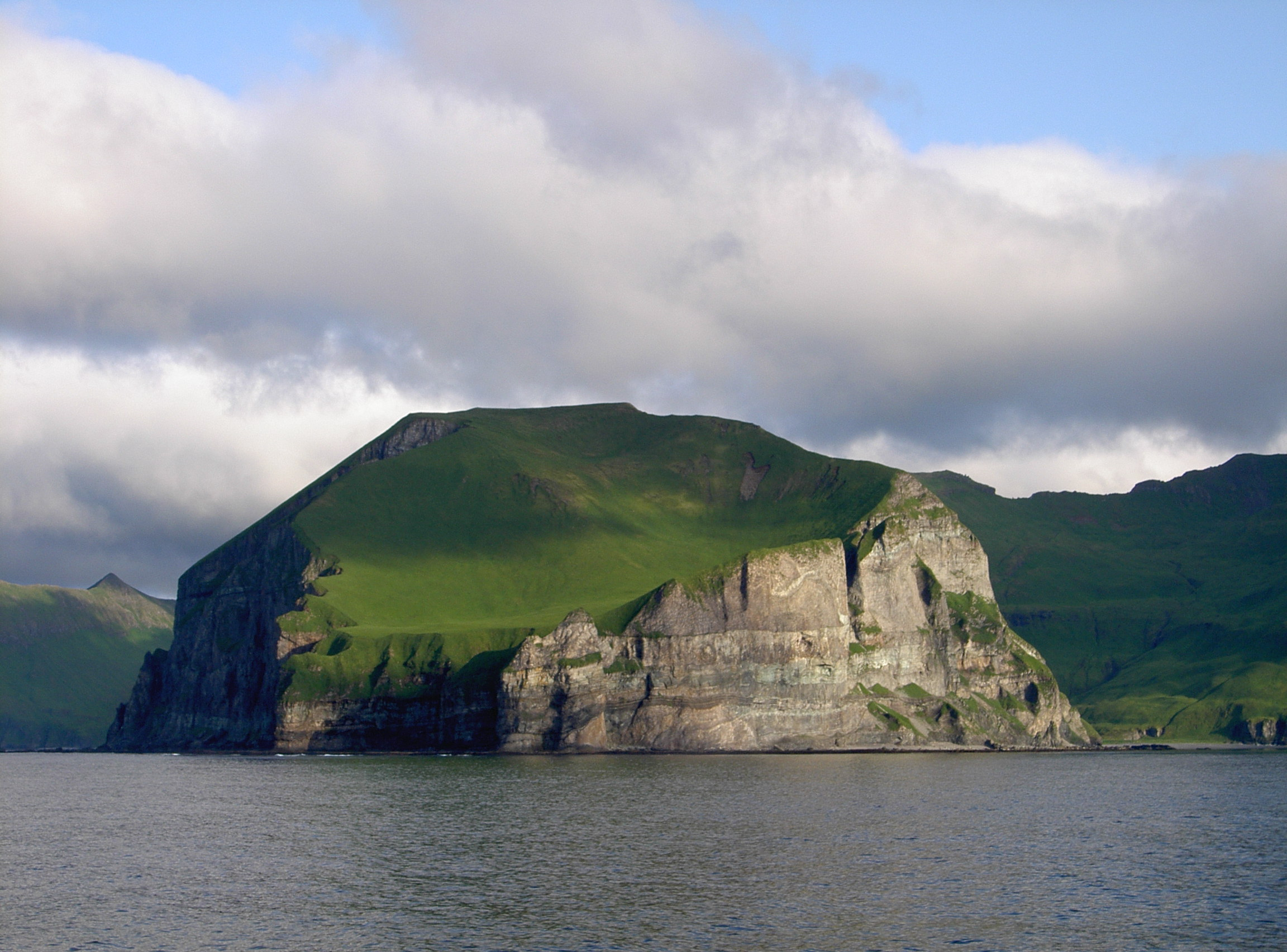
Mũi Cape Lutkes

Đảo Unimak (tiếng Aleut: Unimax) là đảo lớn nhất trong phần quần đảo Aleut thuộc Alaska, Hoa Kỳ.

## Địa lý
Đây là đảo cực đông của quần đảo Aleut. Với diện tích 1.571,41 dặm vuông Anh (4.069,93 kilômét vuông), Unimak là đảo lớn thứ chín của Hoa Kỳ và đảo lớn thứ 134 trên thế giới. Trên đảo có núi Shishaldin, một trong mười ngọn núi lửa hoạt động tích cực nhất thế giới. Theo Cục Thống kê Dân số Hoa Kỳ, có 64 người sống tại đảo Unimak năm 2000, tất cả họ cư ngụ tại thành phố False Pass tại cực đông của đảo.
Núi Westdahl (cao 5.426 foot (1.654 m)) là một núi lửa dạng tầng thuộc dãy Aleut trên đảo.

## Lịch sử tự nhiên
Khi Đạo luật Bảo tồn đất Lợi ích Quốc gia Alaska được thông qua ngày 2 tháng 12 năm 1980, 910.000 mẫu Anh (370.000 ha) trên đảo được xác định là vùng hoang dã. Khu vực này được quản lý bởi Cục cá và động vật hoang dã Hoa Kỳ.
Hệ động vật tại đây là một phần của bán đảo Alaska, đảo Unimak có số động vật có vú trên cạn tương đối đa dạng, gồm gấu Kodiak và tuần lộc. Ở tây đảo Unimak, loài thú bản địa lớn nhất là cáo đỏ.

## Công trình
Hải đăng Scotch Cap được xây năm 1903 và trông coi bởi tuần duyên Hoa Kỳ. Ngày 1 tháng 4 năm 1946, trong trận động đất quần đảo Aleut 1946, ngọn hải đăng bị sóng thần đánh sụp. Ngọn hải đăng trượt xuống biển, làm chết năm sĩ quan quân đội.
Hải đăng Cape Sarichef là một hải đăng khác tọa lạc trên đảo.
Sân bay
- Sân bay Cape Sarichef